# Kaempferia champasakensis
Kaempferia champasakensis là một loài thực vật có hoa trong họ Gừng. Loài này được Chayan Picheansoonthon và Supachai Koonterm mô tả khoa học đầu tiên năm 2008.

## Mẫu định danh
Mẫu định danh: Picheansoonthon C. & Koonterm S. 52; thu thập ngày 10 tháng 6 năm 2007, cao độ 109 m, tọa độ 15°18′57,24″B 105°38′39,24″Đ / 15,3°B 105,63333°Đ, Ban Lad Suea, huyện Sanasomboon, tỉnh Champasak, Lào. Mẫu holotype lưu giữ tại Cục Vườn quốc gia, Bảo tồn Động vật hoang dã và Thực vật ở Chatuchak, Băng Cốc (BKF), các isotype lưu giữ tại Văn phòng Bảo tồn các chủng thực vật ở Băng Cốc (BK) và Vườn Thực vật Singapore (SING).

## Phân bố
Loài này là bản địa Lào (tỉnh Champasak), Việt Nam (tỉnh Bà Rịa - Vũng Tàu).
Loài này mọc ở đất cát ven suối trong rừng lá sớm rụng khô vùng đất thấp.

## Mô tả
Cây thảo lâu năm, thân rễ thanh mảnh, bò lan dài, mang nhiều rễ thành chùm. Lá 2 (-3), không cuống, phiến lá nằm ngang gần mặt đất, hình trứng đến hình trứng-hình mác, 5,2-7,3 × 0,8-1,6 cm, đỉnh nhọn, đáy thon nhỏ dần tới hình nêm, mép gợn sóng, hai mặt nhẵn nhụi; bẹ lá dài 1-2,3 cm, nhẵn nhụi; bẹ không phiến lá 2-3, dài 0,5–2 cm, nhẵn nhụi; lưỡi bẹ khó thấy. Cụm hoa không cuống, được 2 bẹ lá bao bọc. Hoa 2-5; lá bắc 2, hình mác hẹp đến thẳng, 0,8-1,3 × ~0,2 cm, đỉnh nhọn; lá bắc con 2, thẳng, ~0,5-1 × 0,1 cm, đỉnh nhọn thon, nhẵn nhụi; đài hoa hình ống, dài 2-2,5 cm, chẻ một bên dài 0,7–1 cm, nhẵn nhụi, đỉnh 3 răng; tràng hoa hình ống, dài 3-4,2 cm, màu trắng, nhẵn nhụi; thùy tràng lưng hình mác hẹp, 1,8-2,3 × ~0,3 cm, đỉnh nhọn, các thùy tràng bên hình mác hẹp, 1,6-2 × ~0,2 cm, đỉnh nhọn. Các nhị lép bên màu trắng thuần, hình trứng ngược rộng, 1,6-1,8 × 1,2-1,7 cm. Cánh môi màu trắng thuần, hình trứng ngược rộng, 2-2,3 × 1,8–2 cm, chia khoảng 2/3 tới đáy, mỗi thùy hình trứng ngược, 1,8-2 × 0,8-1,2 cm. Nhị không cuống, bao phấn dài 2–4 mm, mào bao phấn hình trứng-hình elip đến gần tròn, 4-7 × 3–4 mm, đỉnh biến thiên từ thuôn tròn đến 2 thùy với đỉnh mỗi thùy thuôn tròn đến nhọn thon. Đầu nhụy hình phễu. Bầu nhụy hình trụ, ~7 × 5 mm, nhẵn nhụi, 3 ngăn, noãn nhiều, đính trụ; nhụy lép 1, hình chỉ, rất thanh mảnh, dài 7–9 mm. Quả mọng, hình trứng ngược, 1-1,3 × 0,5-0,7 cm. Hạt nhiều, hình elipxoit hẹp đến hình tam giác, 2-3 × 1–2 mm. Ra hoa tháng 4-6.
Kaempferia hoa trắng được biết đến ở Thái Lan và Lào có thể được chia thành hai nhóm là nhóm K. candida (= Curcuma candida) và nhóm K. roscoeana. Hoa của nhóm trước, bao gồm K. candida và K. grandifolia, xuất hiện trước chồi lá. K. candida phân bố rộng rãi và có thể được tìm thấy từ miền bắc Myanmar, miền nam Trung Quốc, miền bắc Thái Lan, Lào và Campuchia. Tuy nhiên, K. grandifolia cho đến nay chỉ được biết đến ở địa phương thu mẫu điển hình là Kok Phu-taka thuộc tỉnh Khon Kaen ở Thái Lan.
Nhóm thứ hai bao gồm K. roscoeana, K. fallax, K. fissa và K. filifolia. Mặc dù K. roscoeana có hoa màu trắng với đốm vàng ở đáy cánh môi, nhưng hai lá to của nó hình trứng rộng đến tròn là độc đáo duy nhất và nằm ngang gần mặt đất. K. fallax, K. fissa và K. filifolia đều có hoa màu trắng thuần khiết, nhưng các lá của chúng hình chỉ đến thẳng và hoa của chúng nở về đêm.
Tương tự như K. roscoeana, nhưng khác ở chỗ lá hình trứng đến hình trứng-hình mác đỉnh nhọn (so với lá to hình trứng rộng đến tròn), lá bắc hình mác hẹp đến thẳng đỉnh nhọn, cánh môi màu trắng thuần khiết (so với màu trắng với đáy có đốm vàng) và chẻ tới 2/3, mào bao phấn lớn màu trắng hình trứng-hình elip tới gần tròn với đỉnh biến thiên từ thuôn tròn tới 2 thùy với đỉnh mỗi thùy từ thuôn tròn, tù, nhọn tới nhọn thon.